# Consonne nasale vélaire voisée
Ne doit pas être confondu avec API ɲ ou API ɳ.
La consonne nasale vélaire voisée (parfois appelée agma) est un son consonantique existant dans de nombreuses langues du monde. Son symbole dans l'alphabet phonétique international est [ŋ].
Il existe plusieurs variétés de cette consonne, outre le [ŋ] plein, il existe le [ŋ̊] sourd, le [ŋ̍] syllabique, le [ŋ̈] murmuré, le [ŋ̃] craqué, etc.

## Caractéristiques
ŋ
Voici les caractéristiques de la consonne nasale vélaire voisée :
- Son mode d'articulation est occlusif, ce qui signifie qu'elle est produite en obstruant l’air du chenal vocal.
- Son point d'articulation est vélaire, ce qui signifie qu'elle est articulée la partie postérieure de la langue (le dorsum) contre le palais mou (ou velum).
- Sa phonation est voisée, ce qui signifie que les cordes vocales vibrent lors de l’articulation.
- C'est une consonne nasale, ce qui signifie que l’air peut s’échapper par le nez.
- C'est une consonne centrale, ce qui signifie qu’elle est produite en laissant l'air passer au-dessus du milieu de la langue, plutôt que par les côtés.
- Son mécanisme de courant d'air est égressif pulmonaire, ce qui signifie qu'elle est articulée en poussant l'air par les poumons et à travers le chenal vocatoire, plutôt que par la glotte ou la bouche.

## En français
Le français standard ne possède pas le [ŋ], mais on le trouve bien dans le francitan, où le mot "pain" est prononcé [pɛŋ], au lieu de [pɛ̃] en français standard.
Il apparaît également dans certains mots. On le trouve dans l'onomatopée bing ! (/biŋg/) et dans des mots d'origine étrangère apparus ultérieurement comme parking, où il s'écrit ng. Les Français prononcent [ŋg] ou [ŋ], contrairement aux Québécois.

## Autres langues
La consonne [ŋ] est très courante dans de nombreuses langues très différentes.
Toutes les langues germaniques le possèdent.
L'italien possède le [ŋ], par exemple dans les mots fango, unghia et piango.
L'espagnol utilise ce son dans les mots tango, ganga, rango, Inglaterra, anglosajón, inguinal, tengo, mantengo, sostengo, entretengo, inglés, engreído, angustia, ungüento, ungulado, ángulo, ingrediente, etc.
En Asie du Sud-Est et en cantonais, il peut être à lui seul un nom propre (Ng).
En finnois, le n se prononce [ŋ] lorsqu'il est accolé directement devant un cas k (ou un g suivi d'une consonne), dans les mots simples comme anka ou dans un mot composé comme onko. Devant un g (non prononcé) suivi d'une voyelle, le n se prononce [ŋ:] comme dans kengät.
En grec ancien, il fut un allophone de /n/. Le γ placé devant κ, γ, χ et ξ se prononçait ainsi.
Le latin le prononçait lorsque le n se trouvait devant le c et le g ou après le g (agnus se prononçait classiquement [ˈaŋnus]).
En same du Nord, [ŋ] s'écrit ŋ.
En malgache, [ŋ] s'écrit n̈.
Le provençal connait ce son dans des mots comme man ou pan. 
Le polonais possède le [ŋ], comme dans les mots bank, cyngiel, ongiś.